# Артур, Уильям Брайан
Уильям Брайан Артур (англ. William Brian Arthur; род. 21 июля 1946, Белфаст) — американский экономист, профессор экономики Института Санта-Фе.

## Биография
Уильям родился 21 июля 1946 года в Белфасте в каталитической семье.
Своё образование получил в Университете Квинс в Белфасте, где в 1966 году получил степень бакалавра науки по электротехнике с отличием 1-го класса, затем магистерскую степень (M.A.) по исследованиям операций в Ланкастерском университете в 1967 году, магистерскую степень (M.A.) по математике в Мичиганском университете в 1969 году. В 1973 году был удостоен степени магистра экономики (M.A.) и доктора (PhD) по исследованиям операций и финансам в Калифорнийском университете в Беркли.
Свою трудовую деятельность начал членом Совета по народонаселению в Нью-Йорк в 1974—1977 годах, где участвовал в исследованиях в области народонаселения и экономического развития в Южной Азии и на Ближнем Востоке. Затем был в 1977—1982 годах был научным сотрудником в Международном институте прикладного системного анализа, где проводились исследования по теории оптимизации и по экономике народонаселения. В 1983—1996 годах был профессором Дин и Вирджиния Моррисон экономики и демографических исследований в Стэнфордском университете. В свои 37 лет он стал самым молодым профессором Стэнфордского университета.
С 1988 года время профессор, член Научного совета в 1987—2006 годах, член попечительского совета в 1994—2004 годах, внештатный профессор в 1998—1994 годах, профессор Ситибанка в Институте Санта-Фе.

## Награды
За свои достижения был неоднократно награждён:
- 1987 — стипендиат Гуггенхайма «за работу по экономике повышения доходности»;
- 1990 — премия Шумпетера в области экономики «за работу по экономике возрастающей отдачи»;
- феллоу Эконометрического общества;
- феллоу Всемирного экономического форума;
- 2000 — почётный доктор (Honoris causa) экономических наук Ирландского национального университета;
- 2003 — вошёл в листинг Who’s Who in Economics;
- 2008 — премия Лагранжа[англ.];
- 2009 — почётный доктор (Honoris causa) наук Ланкастерского университета;
- 2019 — Clarivate Citation Laureates.